# Agaltakordiljäran
Agaltakordiljäran (spanska: Sierra de Agalta) är ett bergskedja beläget i Honduras. Berget börjar i centrala Honduras och löper ut mot landets norra kust i närheten av städerna Catacamas och Juticalpa. Väster om bergskedjan ligger floden Sico och berget Esperanzabergen.